# Куртіс
Куртіс (гал. Curtis, ісп. Curtis) — муніципалітет в Іспанії, у складі автономної спільноти Галісія, у провінції Ла-Корунья. Населення — 4246 осіб (2009).
Муніципалітет розташований на відстані близько 471 км на північний захід від Мадрида, 37 км на південний схід від Ла-Коруньї.
Муніципалітет складається з таких паррокій: Сантайя, Фістеус, Фошадо, Куртіс-Естасьйон.

## Географія
Через муніципалітет протікає річка Тамбре.

## Демографія
Динаміка населення (INE ):

## Галерея зображень

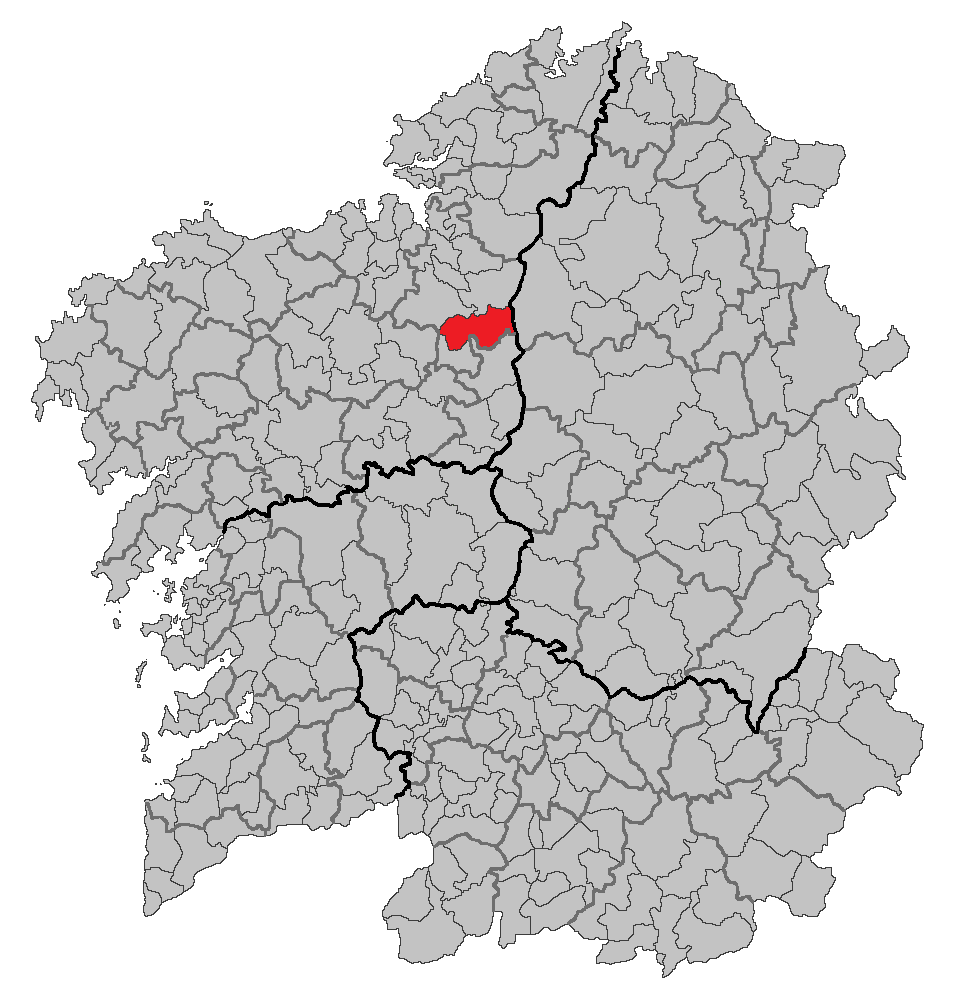
Розташування муніципалітету
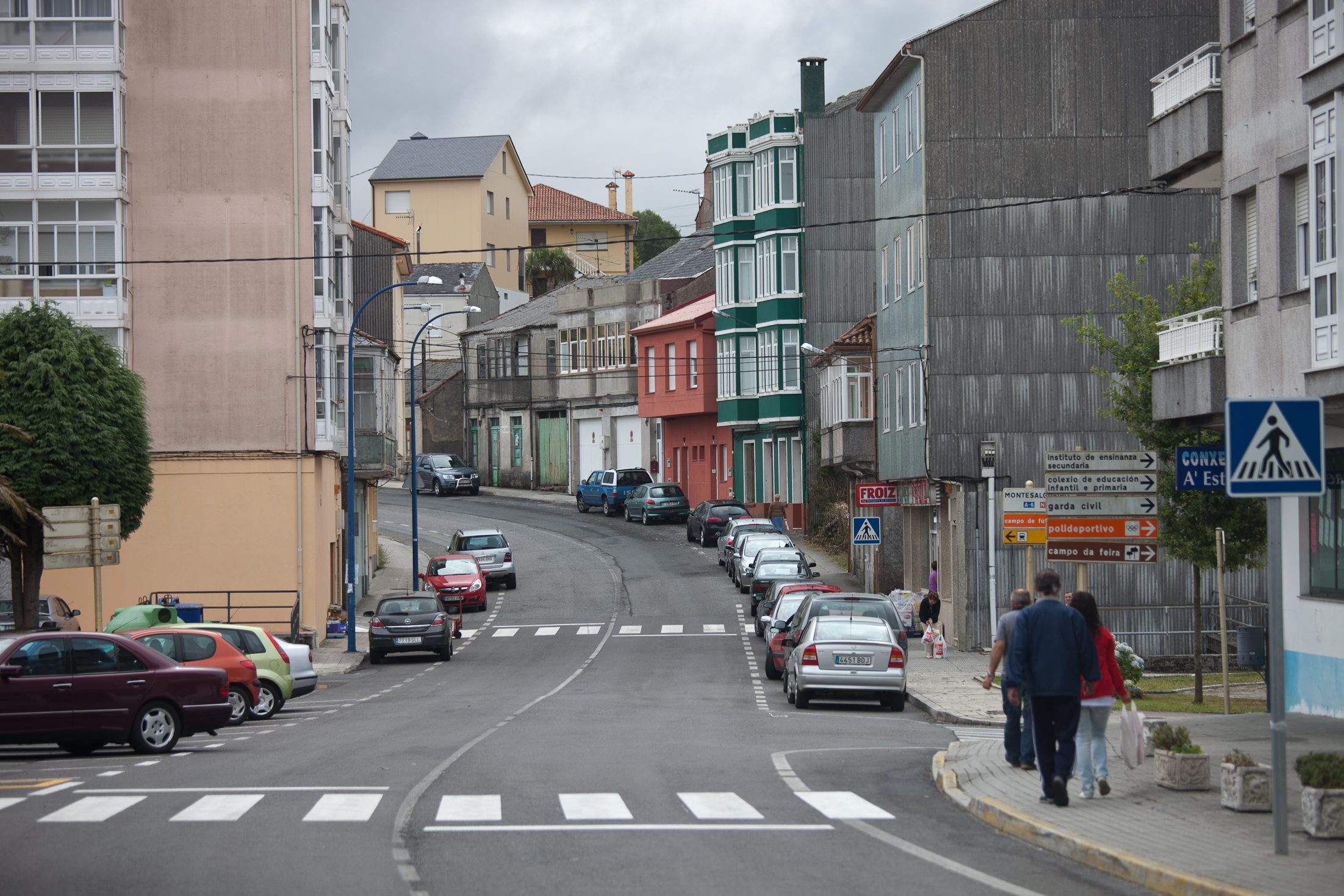
Дорога у місті Куртіс
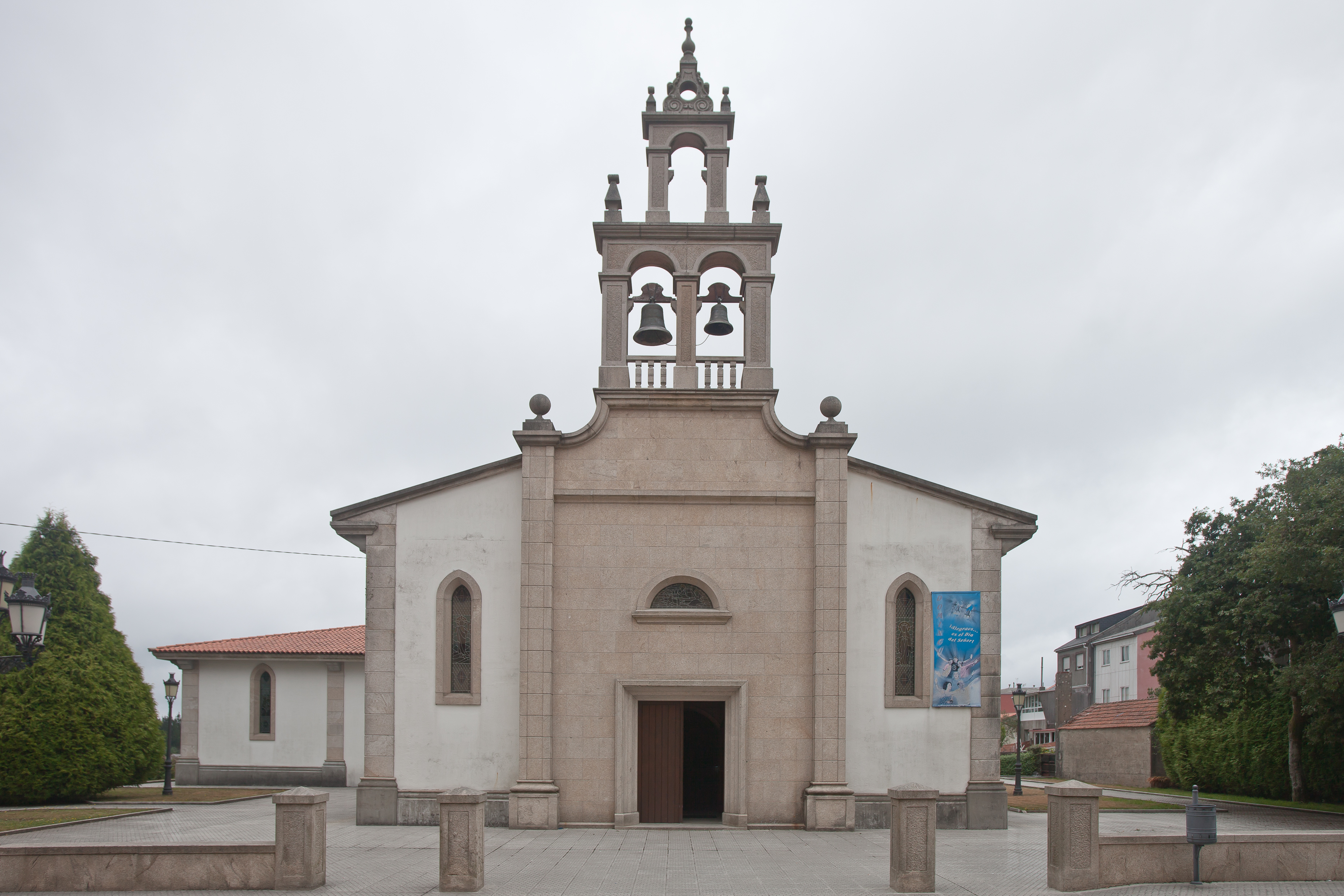
Церква Санта-Марія-де-Лоурдес